# Бухаринка
Бухаринка — деревня в Целинном муниципальном округе Курганской области России.

## География
Деревня находится на юго-западе Курганской области, в пределах юго-западной части Западно-Сибирской равнины, в лесостепной зоне, на левом берегу реки Кочердык, на расстоянии примерно 5 километров (по прямой) к востоку-юго-востоку (ESE) от села Целинного, административного центра округа. Абсолютная высота — 123 метра над уровнем моря.

### Климат
Климат характеризуется как резко континентальный, с холодной продолжительной малоснежной зимой и жарким сухим летом. Средняя продолжительность безморозного периода составляет 113 дней. Среднегодовое количество атмосферных осадков — 397мм.

## Население
| 1989 | 2002 | 2010 |
| ---- | ---- | ---- |
| 153  | ↘104 | ↘55  |

### Гендерный состав
По данным Всероссийской переписи населения 2010 года в гендерной структуре населения мужчины составляли 49,1 %, женщины — соответственно 50,9 %.

### Национальный состав
Согласно результатам Всероссийской переписи населения 2002 года, в национальной структуре населения русские составляли 91 %.